# Rudimental
Rudimental je anglická elektronická hudební skupina vydávající pod Asylum Records a pod nezávislým hudebním vydavatelstvím Black Butter. Členové kvarteta jsou Piers Aggett, Amir Amor, Kesi Dryden a DJ Locksmith (Leon Rolle).
Skupina byla za své album „Home“ nominována na cenu Mercury Prize v roce 2013 a v minulosti již obdržela několik ocenění včetně BRIT Award a MOBO Awards za nejlepší album. Rudimental byli také nominováni na MTV Europe Music Awards v kategoriích „Best New Act“ a „Best UK and Ireland act“. Získali několik platinových ocenění rekordní prodej v několika zemích včetně Spojeného království a Austrálie.
Skupina vznikla v roce 2010, přičemž její popularita prudce vzrostla v roce 2012, kdy ve spolupráci se zpěvákem Johnem Newmanem vyšel jejich singl „Feel the Love“, který okupoval přední příčku v UK Singles Chart, a za který byli v roce 2013 nominováni na BRIT Award.
Skupina vydala řadu dalších singlů, včetně „Not Giving In“ (featuring John Newman and Alex Clare) a „Waiting All Night“ (featuring Ella Eyre) z roku 2013, který se také vyhoupl do čela britské hitparády. V těsné minulosti skupina vydala singl „Right Here“ (featuring Foxes), „Free“ (featuring Emeli Sandé) a „Powerless“ (featuring Becky Hill). BBC vyhlásila Rudimental jako festivalovou skupinu léta.

## Diskografie
Studiová alba
- Home (2013)
- We the Generation (2015)
- Toast to Our Differences (2019)
- Ground Control (2021)